# Bassins
Bassins es una comuna suiza del cantón de Vaud, situada en el distrito de Nyon. Limita al norte con la comuna de Le Vaud, al sureste con Begnins, al sur con Vich, al oeste con Arzier, y al noroeste con Le Chenit y Marchissy.
La comuna hizo parte hasta el 31 de diciembre de 2007 del círculo de Begnins.